# خورخي أنتونيس
خورخي أنتونيس (بالبرتغالية: Jorge Antunes) هو ملحن برازيلي، ولد في 23 أبريل 1942 في ريو دي جانيرو في البرازيل.

## وصلات خارجية
- خورخي أنتونيس على موقع IMDb (الإنجليزية)
- خورخي أنتونيس على موقع ميوزك برينز (الإنجليزية)
- خورخي أنتونيس على موقع ديسكوغز (الإنجليزية)